# Sauvez Willy 3
Série Sauvez Willy
Sauvez Willy 2
(1995) Sauvez Willy 4 : Le Repaire des pirates
(2010)
Pour plus de détails, voir Fiche technique et Distribution.
Sauvez Willy 3 : La Poursuite ou Mon ami Willy 3 : Le Sauvetage au Québec (Free Willy 3: The Rescue) est un film américain réalisé par Sam Pillsbury et sorti en 1997. Troisième volet de la saga, il fait suite à Sauvez Willy (1993) et Sauvez Willy 2 : La Nouvelle Aventure (1995).

## Synopsis
Jesse est aujourd'hui âgé de 16 ans, tandis que l'orque Willy a fondé sa propre bande et coule des jours heureux dans le Pacifique, le long de la côte nord-ouest américaine. Menacé par des chasseurs, Willy pourra une fois encore compter sur l'amitié de Jesse et l'aide de Max, le fils de l'un de ces chasseurs pour échapper aux dangers qui planent sur lui et sa bande.

## Fiche technique
Sauf indication contraire, les informations mentionnées dans cette section peuvent être confirmées par la base de données cinématographiques IMDb,  présente dans la section « Liens externes ».
- Titre original : Free Willy 3: The Rescue
- Titre français : Sauvez Willy 3 : La Poursuite
- Titre québécois : Mon ami Willy 3 : Le Sauvetage
- Réalisation : Sam Pillsbury
- Scénario : John Mattson, d'après les personnages créés par Keith A. Walker
- Directeur de la photographie : Tobias A. Schliessler
- Musique : Cliff Eidelman
- Production : Jennie Lew Tugend (de)

Producteurs délégués : Richard Donner, Arnon Milchan et Lauren Shuler Donner
- Sociétés de production : Schuler-Donner Productions, Regency Enterprises et Warner Bros.
- Société de distribution : Warner Bros.
- Langue originale : anglais
- Pays de production :  États-Unis
- Genre : aventure
- Durée : 85 minutes
- Dates de sortie[1] : 
  - États-Unis : 8 août 1997
  - France : 17 décembre 1997

## Distribution
- Jason James Richter (VF : Alexis Tomassian ; VQ : Hugolin Chevrette) : Jesse
- August Schellenberg (VF : François Siener ; VQ : Hubert Fielden) : Randolph Johnson
- Annie Corley (VF : Joëlle Brover ; VQ : Élise Bertrand) : Drew Halbert
- Vincent Berry : (VF : Julien Bouanich) : Max Wesley
- Patrick Kilpatrick (VF : Philippe Bouclet ; VQ : Benoit Rousseau) : John Wesley
- Tasha Simms (VQ : Natalie Hamel-Roy) : Mary
- Peter LaCroix (VQ : Jean-Luc Montminy) : Sanderson
- Stephen E. Miller (VQ : Luis de Cespedes) : Dineen
- Matthew Walker (VQ : Claude Préfontaine) : capitaine Drake
- Keiko l'orque : Willy

## Bande originale
Bandes originales de Sauvez Willy
Sauvez Willy 2
(1995) Sauvez Willy 4
(2010)
La musique du film est composée par Cliff Eidelman, qui succède à Basil Poledouris. La musique est interprétée par l'orchestre symphonique de Toronto.
Liste des titres
1. Main Title — 3:07
2. Awakening — 4:04
3. Harpoon Assembly — 0:52
4. Whale Call — 1:27
5. Birth — 3:04
6. Willy Signals — 1:02
7. The Hunt — 3:09
8. Obsession — 2:07
9. Redemption — 2:35
10. You Were Right — 2:05
11. A New Family — 1:35
12. End Credits — 3:49

## Autour du film
- L'orque Keiko, vedette du film, est décédée à l'âge de 27 ans le 12 décembre 2003 des suites d'une pneumonie dans le fjord norvégien d'Arasvik, près de Halsa. Un cairn indique l'emplacement où elle a été enterrée, sur la plage de Taknes.
- La France n'a pas participé à la production du film, contrairement aux deux précédents, qui avaient été coproduits par Studiocanal.
- Il existe aussi une série animée américaine Sauvez Willy, diffusée en France sur France 2 à partir d'octobre 1995.
- En 2010, un nouveau film est sorti directement en DVD, Sauvez Willy 4 : Le Repaire des pirates. Celui-ci n'a aucun lien avec les films précédents.
- Au début du film, Max joue à Star Wing sur Super Nintendo.